# (73552) 2003 QK12
2003 كيو كي 12 (ويعرف أيضًا باسم (73552) 2003 كيو كي 12 وفق تسمية الكوكب الصغير) (بالإنجليزية: 2003 QK12)‏ هو كويكب ضمن حزام الكويكبات؛ وترتيبه 73552 من حيث الاكتشاف.
اكتُشف هذا الجُرم الفلكي بواسطة تعقب الأجرام القريبة من الأرض في 22 أغسطس 2003.

## وصلات خارجية
- (73552) 2003 QK12 في قاعدة بيانات مختبر الدفع النفاث لأجرام النظام الشمسي الصغيرة

- الاكتشاف · مخطط المدار ·  العناصر المدارية · المعلمات المادية

- (73552) 2003 QK12 على موقع ويكي سكاي: DSS2, SDSS, GALEX, IRAS, Hydrogen α, X-Ray, Astrophoto, Sky Map, Articles and images